# Educazione di Pan
L'Educazione di Pan è un dipinto perduto (tempera su tela 194x257 cm) di Luca Signorelli, databile al 1490 circa e già conservato nel Kaiser-Friedrich-Museum di Berlino e rimasto distrutto nell'Incendio della Flakturm Friedrichshain.

## Storia
L'opera, tra le più significative della committenza legata a Lorenzo il Magnifico nella Firenze dell'ultimo quarto del Quattrocento, fu molto probabilmente citata da Vasari, che parlò di un dipinto di "Dei ignudi" dipinta da Luca per Lorenzo, sebbene gli sfuggì un lapsus parlando di "tela" anziché di una tavola.
Dopo la morte del Magnifico sparisce dagli inventari per quasi due secoli, per riapparire nelle collezioni dei Corsi-Salviati tra la fine del Seicento e l'inizio del Settecento, con le nudità però coperte da "braghe". In una soffitta lo vide nel 1869 il pittore e restauratore Angelo Tricca, che eliminò le ridipinture e vi riconobbe l'opera del Signorelli descritta dal Vasari. Il cardinal Cosimo Corsi però, scandalizzato dalle nudità, ordinò al Tricca di liberarsene, affidandoglielo in conto vendita. Fu acquistato per un prezzo contenuto dalla collezionista inglese Janet Ross, che abitava alla villa di Poggio Gherardo, sui colli fiorentini, con l'intento di rivenderlo per farne un guadagno. Quando con l'Unità d'Italia furono abolite tutte le leggi preunitarie, comprese quelle sulla tutela delle opere d'arte, si aprì una pericolosa finestra in tutta la penisola che permise, per molti decenni a venire, la dispersione verso l'estero di numerose opere d'arte, anche di capitale importanza. Il dipinto del Signorelli fu inizialmente offerto, nel 1869, al direttore della National Gallery di Londra, che però lo rifiutò perché la presenza di nudità lo rendeva inopportuno per l'esposizione in un museo pubblico. 
Nel 1873 fu infine notato dallo storico dell'arte Willem Bode, vicedirettore della Gemäldegalerie di Berlino, che lo acquistò per il museo al triplo del prezzo pagato dalla Ross, e venne esposto pubblicamente.
Durante la Seconda guerra mondiale fu ricoverato, con molti altri dipinti di grande formato dei musei berlinesi, nella Flakturm Friedrichshain, che fu colpita da una bomba incendiaria nel maggio del 1945, distruggendo tutto ciò che conteneva. 
Del dipinto restano solo fotografie in bianco e nero, e una colorizzata di piccolo formato.

## Descrizione e stile
Il tema mitologico legato all'educazione del dio Pan è modellato sullo schema della sacra conversazione, con la figura centrale su un trono che "dialoga" con alcune figure tutt'attorno.
Pan, divinità etrusca portatrice di pace e armonia campestre, era incarnata, secondo i poeti di corte, nella stessa famiglia Medici, mentre gli altri personaggi alludono a vari temi filosofici dell'Accademia neoplatonica, in cui i miti antichi sono ripresi in chiave filosofica e cristiana. Gli anziani ad esempio rappresentano la saggezza derivata dall'esperienza e la meditazione, la fanciulla a sinistra è un simbolo di bellezza e perfezione, e i musici ricordano la trasposizione delle armonie naturali in armonie musicali grazie all'attività della mente. Il modello degli ignudi, soprattutto il vecchio col bastone e il giovane sdraiato, è ripreso dal gruppo degli Adamiti nella lunetta della Morte di Adamo di Piero della Francesca ad Arezzo.
Scarpellini parlò del "più importante documento figurato dell'entourage neoplatonico, di quella raffinata compagnia che si univa nella villa di Careggi come in un circolo privato".